# De Volewijckers (handbal)
De Volewijckers is een voormalige handbalvereniging uit het Noord-Hollandse Amsterdam. De Volewijckers van onderdeel van de omnisportvereniging De Volewijckers, wat uit een voetbal-, honkbal- en schaakvereniging bestond. De handbalafdeling werd opgericht op 8 juli 1943.
Op 1 juli 2006 fuseerde De Volewijckers met OriënTo en werden samen Volewijckers OriëTo Combinatie, afgekort VOC.

## Erelijst
| Nationaal          |    |         |
| Landskampioenschap | 1x | 1999/00 |
| Bekerwinnaar       | 1x | 2004/05 |

AHC '31 · Aristos · DSG · Only Friends · VOC · U.S. · SV Vriendschap · Westsite 